# گروه ارتش ب
گروه ارتش ب (Heeresgruppe B) عنوان سه گروه ارتش آلمان بود که در طول جنگ جهانی دوم در عملیات شرکت داشتند.